# François Van Campenhout
François Van Campenhout (ur. 5 lutego 1779 w Brukseli, zm. 24 kwietnia 1848 tamże) – belgijski tenor, skrzypek i kompozytor, autor muzyki do hymnu Belgii.

## Życiorys
Pracował jako urzędnik, ale szybko rozpoczął karierę muzyka. Grał na altówce w Théâtre de la Monnaie; później rozpoczął karierę jako tenor w Opera in Ghent. W kolejnych latach występował w Antwerpii, Paryżu, Amsterdamie, Hadze, Lyonie i Bordeaux. W 1828 r. zakończył karierę śpiewaka i rozpoczął prace jako dyrygent w Brukseli. W 1830 roku, w czasie rewolucji belgijskiej, napisał muzykę do pieśni La Brabançonne, która została uznana za hymn Belgii.
Był wolnomularzem zrzeszonym w Grand Orient de Belgique.
Jest autorem pięciu mszy (w tym requiem), sześciu oper (m.in. Grotius z 1808 i Le passe-partout z 1814), dziewięciu kantat oraz wielu pieśni.